# Équipe du Cameroun de football à la Coupe d'Afrique des nations 2010
Cet article relate le parcours de l'équipe du Cameroun lors de la Coupe d'Afrique des nations 2010 organisée en Angola du 10 janvier 2010 au 31 janvier 2010.

## Effectif
Liste des 23 donnée le 22 décembre 2009. Statistiques arrêtées le 23 décembre 2009.
| Numéro / Nom       | Numéro / Nom           | Équipe actuelle            | Sél.            | Date de naissance | J.              |                 |                 |                 |                 |
| Gardiens de but    | Gardiens de but        | Gardiens de but            | Gardiens de but | Gardiens de but   | Gardiens de but | Gardiens de but | Gardiens de but | Gardiens de but | Gardiens de but |
| ------------------ | ---------------------- | -------------------------- | --------------- | ----------------- | --------------- | --------------- | --------------- | --------------- | --------------- |
| 1                  | Carlos Idriss Kameni   | Espanyol de Barcelone      | 53 (0)          | 18 février 1984   | 4               |                 | 1               |                 |                 |
| 16                 | Souleymanou Hamidou    | Kayserispor                | 18 (0)          | 22 novembre 1973  |                 |                 |                 |                 |                 |
| 22                 | Guy Roland Ndy Assembe | Valenciennes Football Club | 0 (0)           | 28 février 1986   |                 |                 |                 |                 |                 |
| Défenseurs         |                        |                            |                 |                   |                 |                 |                 |                 |                 |
| 4                  | Rigobert Song          | Trabzonspor                | 112 (4)         | 1er juillet 1976  | 3               |                 |                 |                 |                 |
| 8                  | Geremi Njitap          | Ankaragücü                 | 102 (11)        | 20 décembre 1978  | 3               | 1               | 1               |                 |                 |
| 23                 | André Bikey            | Burnley FC                 | 22 (1)          | 8 janvier 1985    | 2               |                 |                 |                 |                 |
| 12                 | Henri Bedimo           | RC Lens                    | 2 (0)           | 4 juin 1984       | 3               |                 |                 |                 |                 |
| 2                  | Gilles Augustin Binya  | Neuchâtel Xamax FC         | 12 (0)          | 29 août 1984      | 2               |                 | 1               |                 |                 |
| 3                  | Nicolas Nkoulou        | AS Monaco                  | 7 (0)           | 27 mars 1990      | 4               |                 | 1               |                 |                 |
| 5                  | Aurélien Chedjou       | Lille OSC                  | 4 (0)           | 20 juin 1985      | 3               |                 |                 |                 | 1               |
| Milieux de terrain |                        |                            |                 |                   |                 |                 |                 |                 |                 |
| 11                 | Jean II Makoun         | Olympique lyonnais         | 41 (3)          | 29 mai 1983       | 3               |                 | 1               |                 |                 |
| 6                  | Alexandre Song         | Arsenal FC                 | 15 (0)          | 9 septembre 1987  | 4               |                 |                 |                 |                 |
| 7                  | Landry N'Guemo         | Celtic FC                  | 14 (1)          | 28 novembre 1985  | 2               | 1               |                 |                 |                 |
| 19                 | Stéphane Mbia          | Olympique de Marseille     | 26 (3)          | 20 mai 1986       | 1               |                 | 1               |                 |                 |
| 18                 | Eyong Enoh             | Ajax Amsterdam             | 7 (0)           | 23 mars 1986      | 3               |                 |                 |                 |                 |
| 10                 | Achille Emana          | Real Betis Balompié        | 27 (4)          | 5 juin 1982       | 3               | 1               |                 |                 |                 |
| 20                 | Georges Mandjeck       | 1. FC Kaiserslautern       | 1 (0)           | 9 décembre 1988   | 2               |                 | 1               |                 |                 |
| Attaquants         |                        |                            |                 |                   |                 |                 |                 |                 |                 |
| 9                  | Samuel Eto'o           | Inter Milan                | 87 (41)         | 10 mars 1981      | 4               | 2               | 1               |                 |                 |
| 15                 | Achille Webo           | RCD Majorque               | 34 (12)         | 20 janvier 1982   | 3               |                 |                 |                 |                 |
| 13                 | Somen Tchoyi           | Red Bull Salzbourg         | 10 (2)          | 29 mars 1983      | 2               |                 |                 |                 |                 |
| 14                 | Paul Alo'o Efoulou     | AS Nancy-Lorraine          | 6 (0)           | 12 novembre 1983  |                 |                 |                 |                 |                 |
| 17                 | Mohammadou Idrissou    | SC Fribourg                | 23 (4)          | 8 mars 1980       | 4               | 1               |                 |                 |                 |
| Sélectionneur      |                        |                            |                 |                   |                 |                 |                 |                 |                 |
|                    | Paul Le Guen           |                            |                 | 1er mars 1964     |                 |                 |                 |                 |                 |
| Réserve            |                        |                            |                 |                   |                 |                 |                 |                 |                 |
|                    |                        |                            |                 |                   |                 |                 |                 |                 |                 |
|                    |                        |                            |                 |                   |                 |                 |                 |                 |                 |
|                    |                        |                            |                 |                   |                 |                 |                 |                 |                 |
|                    |                        |                            |                 |                   |                 |                 |                 |                 |                 |
| Blessé / Refus     |                        |                            |                 |                   |                 |                 |                 |                 |                 |
| A                  | Benoît Assou-Ekotto    | Tottenham Hotspur FC       | 5 (0)           | 24 mars 1984      |                 |                 |                 |                 |                 |
| A                  | Joël Matip             | FC Schalke 04              | 0 (0)           | 8 août 1991       |                 |                 |                 |                 |                 |

## Qualifications

### 2eTour

#### Groupe 1
| Rang | Équipe   | Pts | J | G | N | P | Bp | Bc | Diff |  | Résultats (▼ dom., ► ext.) |     |     |     |     |
| ---- | -------- | --- | - | - | - | - | -- | -- | ---- |  | -------------------------- | --- | --- | --- | --- |
| 1    | Cameroun | 16  | 6 | 5 | 1 | 0 | 14 | 2  | +12  |  | Cameroun                   |     | 2-0 | 2-1 | 5-0 |
| 2    | Cap-Vert | 9   | 6 | 3 | 0 | 3 | 7  | 8  | -1   |  | Cap-Vert                   | 1-2 |     | 1-0 | 3-1 |
| 3    | Tanzanie | 8   | 6 | 2 | 2 | 2 | 9  | 6  | +3   |  | Tanzanie                   | 0-0 | 3-1 |     | 1-1 |
| 4    | Maurice  | 1   | 6 | 0 | 1 | 5 | 3  | 17 | -14  |  | Maurice                    | 0-3 | 0-1 | 1-4 |     |

### 3eTour

#### Groupe A
| Rang | Équipe   | Pts | J | G | N | P | Bp | Bc | Diff |  | Résultats (▼ dom., ► ext.) |     |     |     |     |
| ---- | -------- | --- | - | - | - | - | -- | -- | ---- |  | -------------------------- | --- | --- | --- | --- |
| 1    | Cameroun | 13  | 6 | 4 | 1 | 1 | 9  | 2  | +7   |  | Cameroun                   |     | 2-1 | 3-0 | 0-0 |
| 2    | Gabon    | 9   | 6 | 3 | 0 | 3 | 9  | 7  | +2   |  | Gabon                      | 0-2 |     | 3-0 | 3-1 |
| 3    | Togo     | 8   | 6 | 2 | 2 | 2 | 3  | 7  | -4   |  | Togo                       | 1-0 | 1-0 |     | 1-1 |
| 4    | Maroc    | 3   | 6 | 0 | 3 | 3 | 3  | 8  | -5   |  | Maroc                      | 0-2 | 1-2 | 0-0 |     |

- Le Cameroun est qualifié pour la Coupe du monde 2010 et la CAN 2010.
- Le Gabon et le Togo sont qualifiés pour la CAN 2010.

## Matchs

### 1ertour

#### Groupe D
| Rang | Équipe   | Pts | J | G | N | P | Bp | Bc | Diff |  | Résultats (▼ dom., ► ext.) |     |     |     |     |
| ---- | -------- | --- | - | - | - | - | -- | -- | ---- |  | -------------------------- | --- | --- | --- | --- |
| 1    | Zambie   | 4   | 3 | 1 | 1 | 1 | 5  | 5  | 0    |  | Zambie                     |     | 2-3 | 2-1 | 1-1 |
| 2    | Cameroun | 4   | 3 | 1 | 1 | 1 | 5  | 5  | 0    |  | Cameroun                   |     |     | 0-1 | 2-2 |
| 3    | Gabon    | 4   | 3 | 1 | 1 | 1 | 1  | 1  | 0    |  | Gabon                      | 1-2 | 1-0 |     | 0-0 |
| 4    | Tunisie  | 3   | 3 | 0 | 3 | 0 | 3  | 3  | 0    |  | Tunisie                    |     |     |     |     |

| 13 janvier 2010 | Cameroun | 0-1 | Gabon      | Estádio Alto da Chela, Lubango                  |                                                 |
| 17:00 UTC+1     |          |     | Cousin 17e | Spectateurs : 10 000 Arbitrage : Daniel Bennett | Spectateurs : 10 000 Arbitrage : Daniel Bennett |
| 17:00 UTC+1     | Rapport  |     |            | Spectateurs : 10 000 Arbitrage : Daniel Bennett | Spectateurs : 10 000 Arbitrage : Daniel Bennett |

| 17 janvier 2010 | Cameroun                              | 3-2 | Zambie                   | Estádio Alto da Chela, Lubango                    |                                                   |
| 19:30 UTC+1     | Geremi 68e · Eto'o 72e · Idrissou 86e |     | J.Mulenga 8e · C.Katongo | Spectateurs : 10 000 Arbitrage : Khalil Al Ghamdi | Spectateurs : 10 000 Arbitrage : Khalil Al Ghamdi |
| 19:30 UTC+1     | Rapport                               |     |                          | Spectateurs : 10 000 Arbitrage : Khalil Al Ghamdi | Spectateurs : 10 000 Arbitrage : Khalil Al Ghamdi |

| 21 janvier 2010 | Cameroun                | 2-2 | Tunisie                                      | Complexo da Sr. da Graça, Benguela               |                                                  |
| 17:00 UTC+1     | Eto'o 47e · N'Guemo 64e |     | Chermiti 1re · Chedjou 63e (csc) · Jemal 88e | Spectateurs : 19 000 Arbitrage : Doue Normandiez | Spectateurs : 19 000 Arbitrage : Doue Normandiez |
| 17:00 UTC+1     | Rapport                 |     |                                              | Spectateurs : 19 000 Arbitrage : Doue Normandiez | Spectateurs : 19 000 Arbitrage : Doue Normandiez |

### Quarts de finale
| Quarts de finale 3          | Égypte                             | 3-1 a.p. | Cameroun                        | Complexo da Sr. da Graça, Benguela            |                                               |
| 25 janvier 2010 17:00 UTC+1 | Hassan 37e · Gedo 92e · Hassan 95e |          | Hassan 26e (csc) · Chedjou 112e | Spectateurs : 12 000 Arbitrage : Jerome Damon | Spectateurs : 12 000 Arbitrage : Jerome Damon |
| 25 janvier 2010 17:00 UTC+1 | Rapport                            |          |                                 | Spectateurs : 12 000 Arbitrage : Jerome Damon | Spectateurs : 12 000 Arbitrage : Jerome Damon |